# Susanne Aalto
Susanne E. Aalto (nacida el 28 de noviembre de 1964) es una profesora sueca de geodesia de radioastronomía en el Observatorio Espacial de Onsala en el departamento de Espacio, Tierra y Medio Ambiente de la Universidad Tecnológica de Chalmers. Es profesora de radioastronomía desde 2013. Entre 1994 y 1999 realizó sus estudios postdoctorales en el Observatorio Steward de la Universidad de Arizona y en Caltech en Estados Unidos.
En 1999, Aalto recibió el premio Albert Wallin de la Real Sociedad para la Ciencia y el Conocimiento de Gotemburgo, Suecia. Investiga la evolución y el movimiento de las galaxias utilizando radiotelescopios y radiación de moléculas.
En 2023, Susanne fue elegida miembro de la Real Academia Sueca de Ciencias de la Ingeniería.

## Primeros años de vida
Aalto nació el 28 de noviembre de 1964 en Eskilstuna, Suecia. En 1994, a la edad de 29 años, se convirtió en la primera doctora en radioastronomía de Suecia  con una tesis sobre la radiación de moléculas como forma de estudiar galaxias que forman muchas estrellas simultáneamente (galaxias con brote estelar).